# Пиленко, Дмитрий Васильевич
Дмитрий Васильевич Пиленко (1830—1895) — русский военный и государственный деятель, генерал-лейтенант. Дед Елизаветы Юрьевны Скобцовой.

## Биография
Родился в 1830 году в Таврической губернии в семье мелкопоместного малороссийского (украинского) дворянина Василия Васильевича Пиленко, происходившего из запорожских казаков.
По образованию инженер — после окончания института Корпуса горных инженеров перешёл на военную службу.
В 1855 году женился на Надежде Борисовне Иваницкой (1837—1895), сестре начальника серебряно-свинцового завода в Алагире (ныне Северная Осетия-Алания), где некоторое время управлял этим заводом, дочери Бориса Ивановича Иваницкого, начальника архива Департамента горных и соляных дел.
Их дети:
- Ольга Дмитриевна (1856—после 1911). Ее муж  — Павел Иванович Щастливцев (1840–1900), председатель Таврической губернской земской управы
- Юрий Дмитриевич (1857—1906).
- Екатерина (1858—1915). Ее муж — Алексей Яковлевич Чистович (1858—1905), юрист, сын доктора медицины Я.А.Чистовича.
- Елизавета (1862—1942, Ленинград[2]). Ее муж — Владимир Петрович Цейдлер, архитектор.

В 1861 году был направлен на Кавказ в сапёрный батальон, затем служил офицером особых поручений при главнокомандующем Кавказской армии генерал-фельдмаршале князе А. И. Барятинском. В 1864 году Д. В. Пиленко был назначен начальником штаба Кубанского казачьего войска. В январе 1867 года в чине полковника Дмитрий Васильевич назначен начальником вновь образованного Черноморского округа и вскоре после этого был произведён в генерал-майоры.
С назначением Пиленко начальником Черноморского округа началась его активная работа по благоустройству этого необжитого края, который к тому времени делился на три отдела: Новороссийский, Вельяминовский (Туапсинский) и Даховский (Сочинский). Дмитрий Васильевич обратился к начальнику Кубанской области, наказному атаману Кубанского казачьего войска — графу Ф. Н. Сумарокову-Эльстон с просьбой о содействии в привлечении переселенцев для заселения края, и с лета 1869 года в Новороссийск стали прибывать переселенцы из различных областей России и из-за рубежа. Д. В. Пиленко хорошо понимал значение образования для населения, и в 1868 году ходатайствовал перед главным управлением Кавказского наместника о создании в Новороссийске двухклассного мужского училища, которое было открыто 12 мая 1870 года и размещалось в здании адмиралтейства. А в 1872 году была открыта частная школа для девочек.
Деятельность Дмитрия Васильевича Пиленко не нравилась тифлисской администрации и вскоре он попал в немилость. В 1876 году он оставил должность начальника Черноморского округа и был назначен командиром Кубанской казачьей дивизии, с которой участвовал в русско-турецкой войне 1877—1878 годов. 28 сентября 1883 года вышел в отставку с производством в генерал-лейтенанты. Поселился в своем имении Хан-Чакрак, где занимался сельским хозяйством, преимущественно виноградарством и садоводством:  в 1868 году в саду своего имения Д.В.Пиленко посадил 8 тысяч фруктовых деревьев (черенки, в основном, были привезены из Франции) и виноград — 500 кустов сорта рислинг и 500 кустов — сорта португизер. Виноградники прижились и давали прекрасный урожай. 
В 1882 году Дмитрий Васильевич основал другое имение — Джемете (в 5 км северо-западнее Анапы), где тоже посадил виноградники, которые прижились и дали хороший урожай. 
Был почётным мировым судьёй Темрюкского судебно-мирового округа.
15 августа 1893 года в Анапе при активном содействии Д.В.Пиленко состоялась закладка новой церкви — Осиевской. Церковь строились на пожертвования горожан, но инициатором и одним из главных вкладчиков был сам Дмитрий Васильевич Пиленко. Руководил строительством Осиевской церкви зять генерала — архитектор В. П. Цейдлер. Окончено строительство было уже при Юрии Дмитриевиче Пиленко. Пятиглавый Осиевский храм со звонницей, построенный из красного кирпича, получил народное название «Красной церкви».  При храме была открыта церковно-приходская школа.
Награждён орденами Святого Станислава и Святой Анны до 1-й степени включительно и орденом Святого Владимира 3-й и 4-й степеней; а также медалями, в числе которых — серебряная медаль «За покорение Чечни и Дагестана», бронзовая медаль «В память русско-турецкой войны 1877—1878», медали «За покорение Западного Кавказа», «За труды по освобождению крестьян» и крест «За службу на Кавказе».
Умер 7 февраля 1895 года вскоре после смерти жены Надежды Борисовны (умерла 20 января 1895 года); оба были похоронены в склепе в своем имении. Имение наследовал его сын Юрий.

## Память
- До 1917 года в парке другого имения Д. В. Пиленко — Джемете — стоял его бронзовый бюст.
- Кордонный переулок в Джемете носил имя Пиленко, а в Анапе существовал сквер Пиленко. Сейчас в Анапе существует улица Семьи Пиленко.
- В Абхазии существовало селение Пиленково, ныне поселок Цандрыпш.
- Имя Генерала Пиленко носит улица в Новороссийске.